# Orquestra Theatro São Pedro

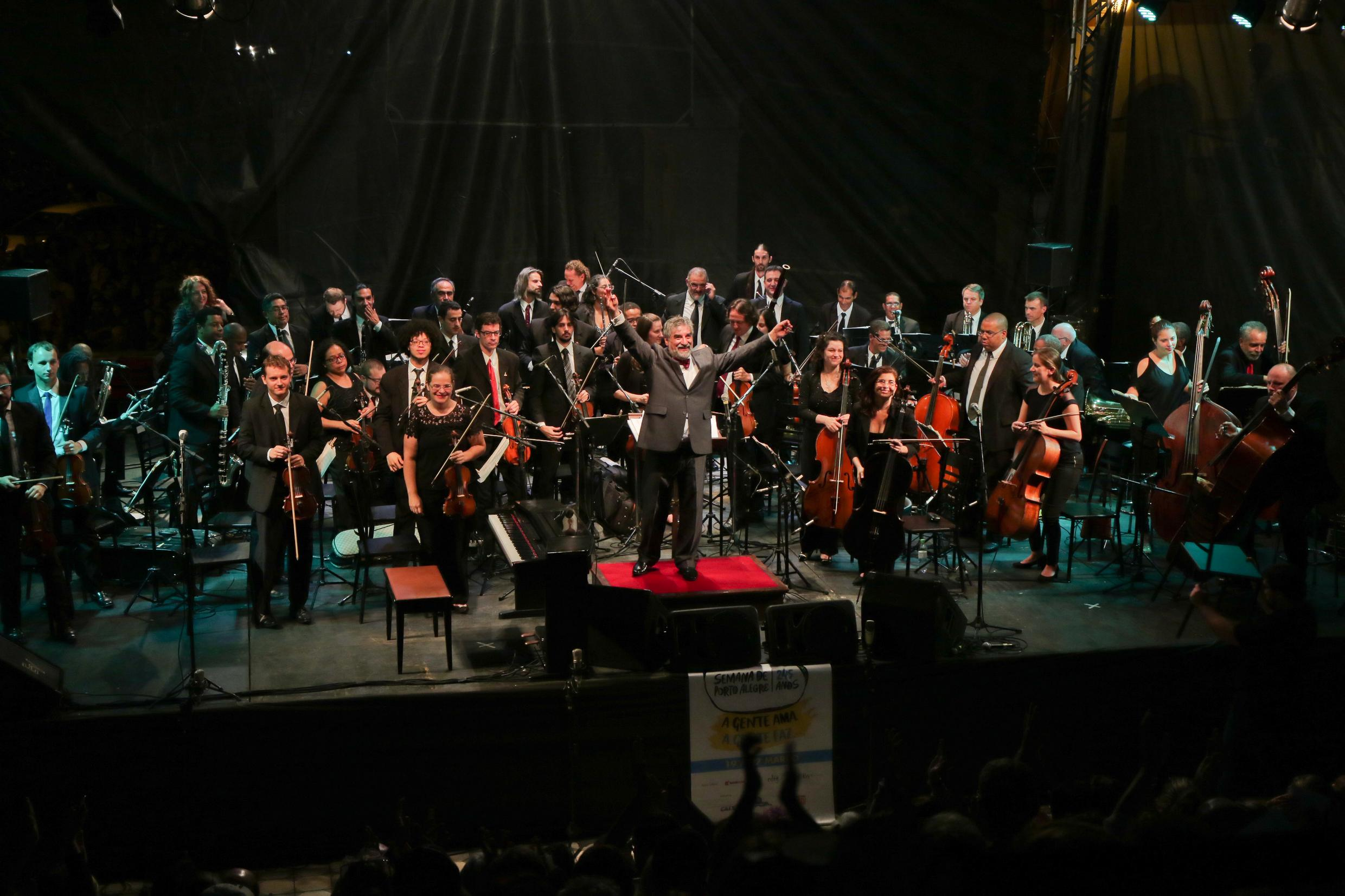
Concerto da Orquestra na Basílica de Nossa Senhora das Dores em 2017

A Orquestra Theatro São Pedro é uma orquestra brasileira sediada no Theatro São Pedro de Porto Alegre. Criada em 1983 por professores da Universidade Federal do Rio Grande do Sul como um conjunto informal e didático, foi conveniada com o Theatro e fundada oficialmente em 1985, ganhando estrutura administrativa e autonomia jurídica e financeira. É uma das principais orquestras do estado. 

## História
Suas origens remontam a meados de 1983, quando professores do Departamento de Música da Universidade Federal do Rio Grande do Sul constataram que era necessário organizar um grupo instrumental para a prática dos seus alunos. Um primeiro conjunto foi logo criado, fazendo o primeiro concerto no final do semestre, apenas com instrumentos de cordas. Tinha então um objetivo didático e formativo e uma gestão democrática, com todos os membros participando das decisões. No início do ano letivo de 1984 foi feita uma proposta para que a universidade encampasse a orquestra, mas uma longa greve acadêmica nacional frustrou os planos. Mesmo assim, as atividades continuaram com algum apoio do governo, sendo dados outros concertos. No final do ano foi criada uma entidade mantenedora, a Associação Pró-Música de Porto Alegre, e com a reinauguração do Theatro São Pedro, surgiu a oportunidade de estabelecer uma parceria através de um convênio, sendo fundada oficialmente em 10 de abril de 1985, e passando a ser chamada Orquestra de Câmara Theatro São Pedro, fazendo sua estreia em junho.

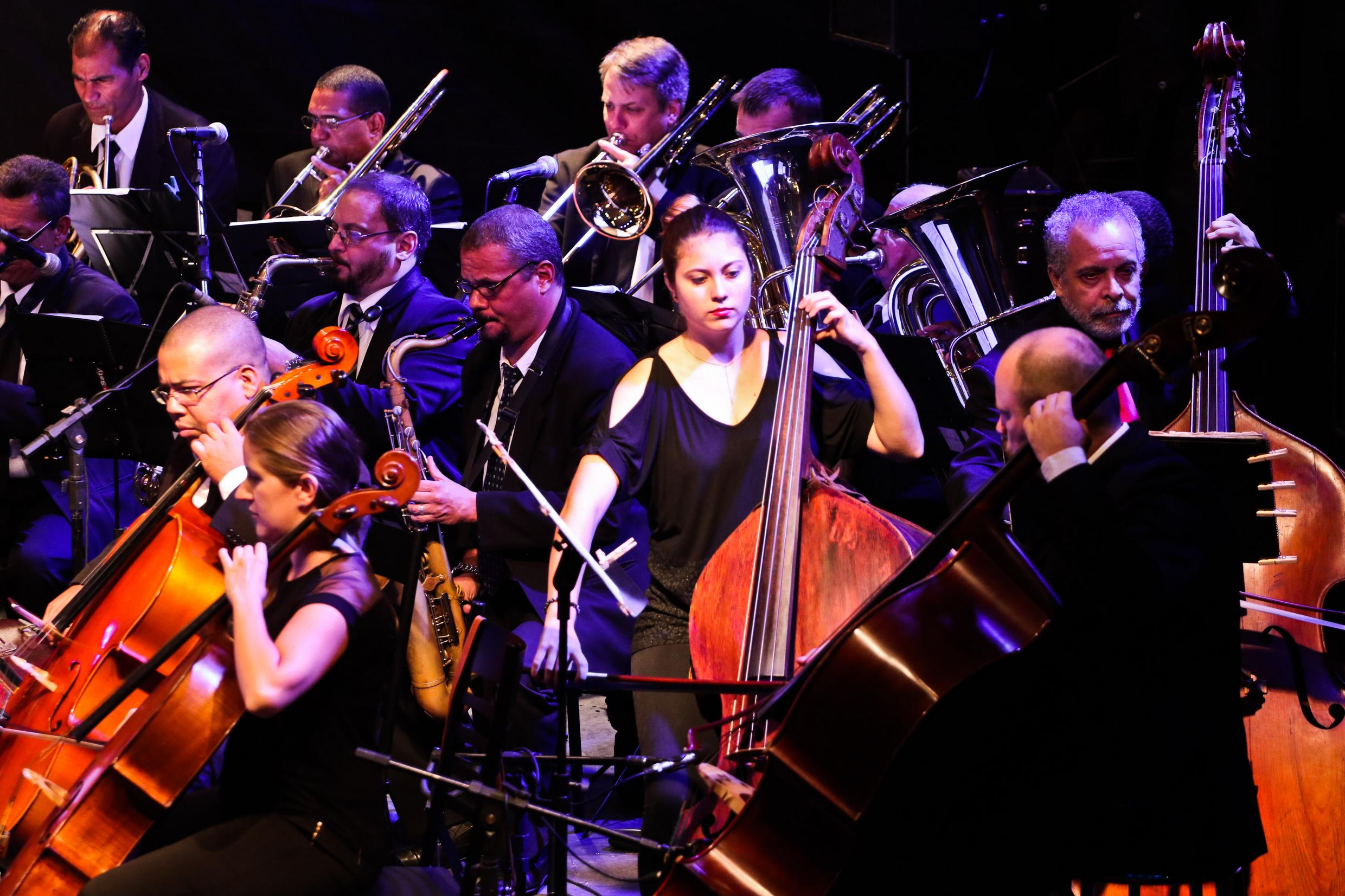
Músicos da Orquestra

A partir de sua oficialização, foi necessário criar uma estrutura administrativa, com a Diretoria composta pelo Regente Titular, o Regente Assistente, o Diretor Artístico e o Diretor Executivo. Posteriormente, foi criado um
Conselho Consultivo e outros departamentos, como Relações Públicas, Divulgação, Produção e outros. Também foi necessário reorganizar seu sistema de financiamento, sendo firmado um contrato com um grupo empresarial. Apesar de ser sediada no Theatro, que é uma fundação do Governo do Estado, a orquestra tem autonomia administrativa e jurídica e não recebe verbas públicas, sendo mantida desde o seu surgimento com apoio da iniciativa privada e de um grupo de associados.
Em poucos anos a orquestra ganhou prestígio, consagrando-se como uma das mais tradicionais e importantes orquestras do estado. O objetivo didático nunca foi abandonado, mantendo cursos de instrumentos de cordas. Segundo o violinista Marcello Guerchfeld, "observa-se que através da Orquestra de Câmara tem sido possível a formação de jovens instrumentistas e o desenvolvimento de bons músicos, através de um processo didático abrangente que os torna ao mesmo tempo participantes de um movimento cultural importante na cidade de Porto Alegre. Esse processo propicia a conscientização do jovem e o envolvimento direto com a profissão no seu sentido mais idealizado, e proporciona também o seu crescimento artístico". Em 2021 abreviou seu nome para Orquestra Theatro São Pedro, sendo ao mesmo tempo criado o projeto Orquestra Jovem, oferecendo aulas gratuitas a 120 crianças e adolescentes nas turmas de musicalização, violino, viola e violoncelo.
Os patrocinadores já mudaram várias vezes ao longo de sua história, e várias crises colocaram em risco sua continuidade. Devido ao instável e precário mercado para a música erudita na cidade, o quadro da Orquestra tem grande rotatividade. Para os músicos, um dos principais problemas é que não conseguem se manter apenas com os proventos da Orquestra e precisam exercer outras atividades complementares de renda, atuando como professores, organizando recitais independentes, participando de gravações ou de outros grupos, ou fazendo música em casamentos, formaturas, eventos empresariais, aniversários, homenagens e funerais. Apesar das dificuldades, em 2025 a Orquestra celebrou seus 40 anos de atividades ininterruptas.

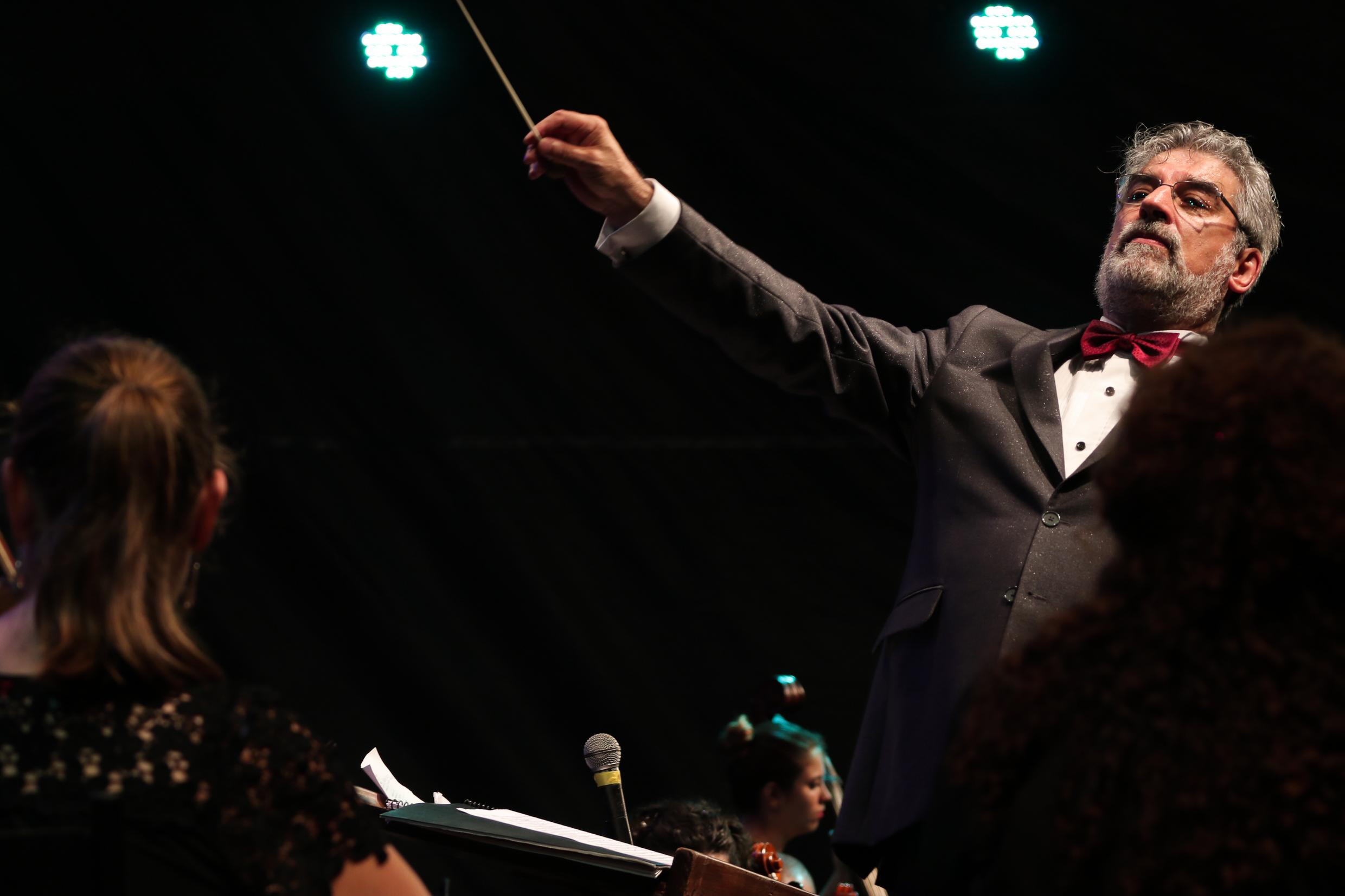
O regente Antônio Carlos Borges-Cunha

A Orquestra já realizou inúmeras apresentações, fez turnês internacionais, e recebe convidados de renome nacionais e internacionais, já tendo realizado apresentações com Paulo Bosísio, Cristina Capparelli, Zygmunt Kubala, Frederik Stephani, Maly Weisenblum, Antônio Guedes Barbosa, Nicanor Zabaleta e Jean-Pierre Rampal, entre muitos outros. Mantém em seu calendário regular as séries Concertos Theatro São Pedro, Concertos Didáticos Banrisul e Concertos Comunitários Zaffari. Dedicada primariamente à música erudita (sinfônica, camerística e operística), também atua com repertório da música popular brasileira, música pop, latina, jazz e outros gêneros populares.
Seus regentes titulares foram Fredi Gerling (1989-1996), Lutero Rodriguez (1996-2004), Antônio Carlos Borges-Cunha (2004-2017) e Evandro Matté (2018-).

## Prêmios e indicações

### Prêmio Açorianos
| Ano  | Categoria          | Indicação                                                               | Resultado |
| ---- | ------------------ | ----------------------------------------------------------------------- | --------- |
| 2010 | Espetáculo do Ano  | Mahavidyas                                                              | Venceu    |
| 2011 | Intérprete Erudito | Orquestra de Câmara Theatro São Pedro (por Mahavidyas, de Vágner Cunha) | Indicado  |